# Эмерсон, Фэй
Фэй Эмерсон (англ. Faye Emerson) (8 июля 1917 года — 9 марта 1983 года) — американская киноактриса и телеведущая. «Олицетворяя шик, всегда модная, Фэй Эмерсон с полным правом считается одной из „первых леди“ телевизионного гламура».
В 1941 году Эмерсон начала десятилетнюю карьеру в кино, сыграв почти в двух десятках фильмов, к числу наиболее значимых среди которых относятся «Пункт назначения — Токио» (1943), «Маска Димитриоса» (1944) и «Между двух миров» (1944). В 1944 году Эмерсон вышла замуж за Эллиотта Рузвельта, сына президента США Франклина Делано Рузвельта, после чего стала заметной фигурой в общественной и светской жизни, но вместе с тем постепенно отошла от работы в кино.
В 1950-е годы Фэй Эмерсон «добилась общенациональной популярности как одна из первых ведущих вечерних шоу на телевидении».
В 1951 и 1957 годах Эмерсон номинировалась на прайм-таймовую премию Эмми, а в 1960 году была удостоена двух звёзд на Голливудской «Аллее славы» за работы в кино и на телевидении.

## Ранние годы
Фэй Эмерсон родилась 8 июля 1917 года в небольшой коммуне Элизабет в штате Луизиана, где её отец владел ранчо и одновременно работал стенографом в суде. Семья переехала сначала в Техас, затем в Иллинойс, прежде чем осесть в Калифорнии. Когда Фэй была ещё подростком, её родители развелись. Фэй осталась в Сан-Диего с матерью и её новым мужем, а затем её отправили в закрытую католическую школу. После окончания школы Фэй поступила в Государственный колледж Сан-Диего, где стала интересоваться актёрской игрой, дебютировав на сцене местного театра в 1935 году.
Эмерсон играла в репертуарных театрах Калифорнии, где на неё обратили скауты киностудий «Парамаунт» и «Уорнер бразерс». В итоге в 1941 году она заключила многолетний контракт с «Уорнер бразерс» и на этой студии проработала всю свою кинокарьеру.

## Карьера в кино
За время пятилетнего контракта с «Уорнер бразерс» Эмерсон сыграла более чем в 20 фильмах, исполняя как главные роли в фильмах категории В, так и второстепенные роли в более масштабных картинах. Как отмечает критик Хэл Эриксон, «складывается впечатление, что за годы работы на „Уорнер“ Эмерсон получала роли, от которых отказывались актрисы категории А». Гэри Брамбург также считает, что «значительная часть ролей, которые она получала, были в лучшем случае интересными. Когда же Эмерсон выпадали сильные роли, они тем не менее носили подчинённый характер в „мужском кино“».
Впервые Эмерсон появилась на экране в 1941 году в нескольких фильмах, среди них наиболее значимыми были мелодрама «Мужская сила» (1941) Рауля Уолша и музыкально-криминальная драма «Блюз в ночи» (1941) Анатоля Литвака (в обоих случаях — без указания в титрах). В 1942 году она сыграла заметную роль в скромной шпионской драме «Тайные враги» (1942) и в 1943 году — небольшие роли в крупных картинах на тему Второй мировой войны — «Пункт назначения — Токио» (1943) Делмера Дэйвса с Кэри Грантом и Джоном Гарфилдом и «Военно-воздушные силы» (1943) Говарда Хоукса с Джоном Гарфилдом и Гигом Янгом. Среди мелодрам с участием Эмерсон выделяются «Тяжёлый путь» (1943) с Айдой Лупино, «Сама мысль о вас» (1944) с Деннисом Морганом и Элинор Паркер, а также мистическая мелодрама «Между двух миров» (1944) с участием Пола Хенрейда и также Элинор Паркер. Но больше всего Эмерсон играла в небольших криминальных драмах и фильмах нуар. В частности, она сыграла главные женские роли в криминальных фильмах «Убийство в большом доме» (1942) с Вэном Джонсоном, «Леди-гангстер» (1942), «Найти шантажиста» (1943), «Ночное преступление» (1944) с Джейн Уаймен, «Сомнительная слава» (1944), «Сигнал об опасности» (1945) с Закари Скоттом, «Её тип мужчины» (1946) и «Виновный свидетель» (1950) снова с Закари Скоттом. Кроме того, она сыграла заметные роли второго плана в двух более значимых фильмах нуар режиссёра Жана Негулеско — «Маска Димитриоса» (1944) с Закари Скоттом и Питером Лорре и «Никто не живёт вечно» (1946) с Джоном Гарфилдом.
Как считает Эриксон, «хотя у неё вряд ли были перспективы на Оскар, она была наиболее сильна в исполнении таких ролей, как броская артистка ночного клуба в „Между двумя мирами“ (1944) и отвергнутая любовница в „Маске Димитриоса“ (1944)».

## Работа на телевидении и в театре
В 1944 году после того, как она вышла замуж за сына Президента США Франклина Рузвельта, бригадного генерала Эллиотта Рузвельта, Эмерсон постепенно стала отходить от работы в Голливуде. Пара перебралась в Нью-Йорк, где заняла заметное место в светских кругах города. В 1948 году Эмерсон дебютировала на бродвейской сцене, где за 10 лет сыграла в пяти постановках.
«Сочетая красоту, ум и стиль, Эмерсон блестяще играла как в драме, так и в комедии. Тогда же она нашла свою нишу на телевидении», где стала играть в отдельных эпизодах телевизионных антологий, таких как «Телетеатр „Шевроле“» (1948—1950), «Театральный час „Форда“» (1949), «Телевизионный театр „Филко“» (1950), «Телевизионный театр „Гудьир“» (1953) и других.
«Телевидение принесло Эмерсон её самую большую славу». С 1948 года Эмерсон стала появляться на экране как ведущая и хозяйка собственных телевизионных программ, и «в течение последующего десятилетия не сходила с телеэкранов». В увлекательную «золотую эпоху» телевидения она запомнилась своими шикарными нарядами — вечерними платьями с глубоким декольте и дорогими ювелирными украшениями, за что её стали называть «первая леди телевидения».
Первоначально Эмерсон была ведущей телепрограммы «Парижская кавалькада мод» (1948), а в 1950 году в Нью-Йорке стала хозяйкой собственного «Шоу Фэй Эмерсон» (1950). «В качестве звезды шоу „Шоу Фэй Эмерсон“ и нескольких последующих шоу она завоевала сердца зрителей-мужчин своим очарованием, красотой, изысканностью и особенно своими легендарными нарядами с глубоким декольте». Её передача «Чудесный город Фэй Эмерсон» (1951—1952, 42 эпизода) была «одной из крупнейших и самых дорогих шоу на раннем телевидении». В этой программе Эмерсон посещала различные города, в основном, в США, изучая различные виды музыки, характерные для данной местности. В 1952 году Эмерсон была ведущей программы «Автор встречается с критиками» (1952), а в 1953-54 годах вместе со своим третьим мужем — руководителем музыкального оркестра Скитчем Хендерсоном — вела музыкальную программу «Фэй и Скитч». Карьера Эмерсон на телевидении окончательно завершилась в 1961 году, когда она сыграла в телеантологии «Час „Юнайтед стейтс стил“».
"Постоянно присутствуя на телеэкране на протяжении 1950-х годов, Эмерсон, если бы захотела, могла бы продержаться там намного дольше. Однако «актриса, когда-то названная „самой хорошо одетой женщиной на телевидении“, с начала 1960-х годов стала увлекаться путешествиями, и больше не возвращалась к активной работе в Голливуде».

## Браки
В 1938—1942 годах Эмерсон была замужем за торговцем автомобилями из Сан-Диего Уильямом Кроуфордом, в этом браке родился её единственный сын.
«Наверное, более всего Эмерсон была известна как жена Эллиотта Рузвельта, бригадного генерала и сына Президента США Франклина Делано Рузвельта», за которого вышла замуж в 1944 году. Её муж был героем войны и писателем, и пара некоторое время даже прожила в Белом доме, пока президент Рузвельт не умер в 1945 году. «За время пятилетнего брака с Рузвельтом имя Эмерсон часто попадало в выпуски новостей. Она встречалась со многими мировыми лидерами как во время путешествий её мужа за рубеж, так и в доме семьи Рузвельтов в Гайд-парке, штат Нью-Йорк. Эмерсон и Рузвельт развелись в 1949 году».
«Третий и последний брак Эмерсон также постоянно находился в центре общественного внимания. Через год после развода с Эллиоттом Рузвельтом она вышла замуж за руководителя и дирижёра популярного телевизионного оркестра Скитча Хендерсона. В 1952—1953 годах пара вместе вела 15-минутное музыкальное шоу „Фэй и Скитч“. Их союз просуществовал семь лет». Пара развелась в 1958 году, и «если не считать разовых появлений на телевидении, с тех пор Эмерсон находилась за пределами общественного внимания».

## Последние годы жизни и смерть
«Хотя на протяжении своей карьеры Эмерсон активно привлекала к себе внимание публики, последние годы жизни она провела в богатом затворничестве». Почти на два десятилетия она полностью ушла в тень и жила в Европе, в частности, в Швейцарии и Испании, очень редко посещая Америку исключительно по деловым вопросам".
Она умерла в 1983 году в возрасте 65 лет от рака желудка, в артистической колонии Дейя на Майорке, где прожила несколько последних лет.

## Фильмография
- 1941 — Мужская сила / Manpower — Медсестра, которая проиграла жребий (в титрах не указана)
- 1941 — Блюз в ночи / Blues in the Night — Медсестра доктора Морса (в титрах не указана)
- 1941 — Искренне Ваш / Affectionately Yours — Медсестра в больнице (в титрах не указана)
- 1941 — Девяти жизней не хватит / Nine Lives Are Not Enough — Роуз Чэдвик
- 1941 — Плохие люди Миссури / Bad Men of Missouri — Марта Адамс
- 1941 — Тайна медсестры / The Nurse’s Secret — Телефонистка
- 1941 — Ровно в двенадцать / At the Stroke of Twelve (короткометражка) — Мисс ЛаМонд (в титрах не указана)
- 1942 — Тайные враги / Secret Enemies — Пола Фенглер
- 1942 — Девушка из бара / Juke Girl — Вайолет Мёрфи
- 1942 — Убийство в большом доме / Murder in the Big House — Глэдис Уэйн
- 1942 — Леди-гангстер / Lady Gangster — Дот Бёртон
- 1942 — Скачет дикий Билл Хикок / Wild Bill Hickok Rides — Пег, девушка в хоре
- 1943 — Песня пустыни / The Desert Song — Хэйджи
- 1943 — Пункт назначения — Токио / Токио Destination Tokyo — Миссис Кэссиди
- 1943 — Найти шантажиста / Find the Blackmailer — Мона Вэнс
- 1943 — Женщины на войне / Women at War (короткометражка) — Анастасия «Сторми» Харт
- 1943 — Трудный путь / The Hard Way — Официантка в кафе-мороженом
- 1943 — Военно-воздушные силы / Air Force — Сьюзен МакМартин
- 1944 — Голливудская лавка для войск / Hollywood Canteen — Фэй Эмерсон
- 1944 — Сама мысль о вас / The Very Thought of You — Кора «Каддлз» Колтон
- 1944 — Ночное преступление / Crime by Night — Энн Марлоу
- 1944 — Маска Димитриоса / The Mask of Dimitrios — Ирана Превеза
- 1944 — Между двух миров / Between Two Worlds — Мисс Максин Расселл
- 1944 — Сомнительная слава / Uncertain Glory — Луиз
- 1944 — В наше время / In Our Time — Подруга графа Стефана в ночном клубе (в титрах не указана)
- 1945 — Сигнал об опасности / Danger Signal — Хильда Фенчёрч
- 1945 — Отель «Берлин» / Hotel Berlin — Тили Вайлер
- 1946 — Никто не вечен / Nobody Lives Forever — Тони Блэкбёрн
- 1946 — Её тип мужчины / Her Kind of Man — Руби Марино
- 1948 — Парижская кавалькада мод / Paris Cavalcade of Fashions (телепрограмма) — Ведущая
- 1948—1950 — Телетеатр «Шевроле» / The Chevrolet Tele-Theatre (телесериал, 3 эпизода)
- 1949 — Час театра «Форда» / The Ford Theatre Hour (телесериал, 1 эпизод) — Лидия Кеньон
- 1949 — Театр «Сильвер» / The Silver Theatre (телесериал, 1)
- 1950 — Шоу Билли Роуза / The Billy Rose Show (телесериал, 1 эпизод)
- 1950 — Виновный свидетель / Guilty Bystander — Джорджия
- 1950 — Телевизионный театр «Филко» / The Philco Television Playhouse (телесериал, 1 эпизод) — Красотка
- 1951—1952 — Чудесный город, США / Wonderful Town, U.S.A. (телепрограмма) — Ведущая
- 1952 — Автор встречается с критиками / Author Meets the Critics (телепрограмма) — Ведущая
- 1952 — «Честерфилд» представляет / Chesterfield Presents (телесериал, 1 эпизод)
- 1953 — Главная улица к Бродвею / Main Street to Broadway — Фэй Эмерсон
- 1953 — Телевизионный театр «Гудьир» / Goodyear Television Playhouse (телесериал, 1 эпизод)
- 1953—1954 — Фэй и Скитч / Faye and Skitch (телепрограмма) — Соведущая
- 1953—1961 — Час «Юнайтед Стейтс стил» / The United States Steel Hour (телесериал, 5 эпизодов)
- 1954 — Студия Один / Studio One (телесериал, 1 эпизод) — Мелисса
- 1957 — Лицо в толпе — Фэй Эмерсон (в титрах не указана)